# シャワル・アヌアル
ムハンマド・シャワル・ビン・アヌアル（英語: Muhammad Shawal bin Anuar、1991年4月29日 - ）はシンガポールのサッカー選手。シンガポールプレミアリーグ・ライオン・シティ・セーラーズFC所属。シンガポール代表。ポジションはフォワード。 

## 来歴

### ゲイラン・インターナショナル
2014年、ゲイラン・インターナショナルFCとの間で月給500ドルで6ヶ月間の出場契約を結び、主にプライムリーグに参戦するリザーブチームのメンバーとして出場。Sリーグ2014に参戦したトップチームには69分の出場機会を得た。
翌年、ゲイラン・インターナショナルFCとプロ契約を締結。プロとしての初年度はSリーグ2015で22試合出場4ゴールの成績を挙げ、チームのリーグ8位に貢献した。
2016年にはクラブ創設以来初となるタイトルとしてシンガポールリーグカップ制覇に貢献、その活躍が認められシンガポール代表に初招集される。
2016年11月にゲイランと日本の松本山雅FCとの基本協定に基づき、2017年シーズン開幕前にガブリエル・クァックと共に松本へ練習参加したが、二人とも正式契約には至らなかった。松本側は（当時松本が所属していたJ2リーグではなく）J3リーグであれば十分活躍できる見込みがあり、トップティアで活躍できる可能性を秘めていると述べていた
2018年シーズンには77試合に出場し22ゴールを挙げる。

### ホウガン・ユナイテッド
2019年シーズンに16試合出場9ゴールの成績を挙げると、シーズン終了後にホウガン・ユナイテッドFCと2年契約を結ぶ。
ホウガンでは通算14ゴール10アシストの成績にとどまったが、2022年シーズンのシンガポール・カップ初制覇に貢献した。

### ライオン・シティ・セーラーズ
2022年シーズンオフにライオン・シティ・セーラーズFCに移籍。
2023年7月26日にシンガポール・ナショナルスタジアムで行われたトッテナム・ホットスパーFCとの国際親善試合で先制点を挙げ、1995年のノッティンガム・フォレストFC戦でのファンディ・アマド、2001年のマンチェスター・ユナイテッドFC戦でのインドラ・サーダン・ダウドに続き、イングランドのチームを相手に得点した3人目のシンガポール選手となった。同年10月21日には、シンガポール・カップのタンジョン・バガー・ユナイテッドFC戦で自身初のハットトリックを達成。同年11月8日に行われたAFCチャンピオンズリーグ2023/24グループリーグ第4節全北現代モータース戦ではリハイロ・ジヴコヴィッチへの2アシストで勝利に貢献。国内でもリーグ制覇に貢献した。
AFCチャンピオンズリーグ2 2024/25 (ACL2) ではグループステージ6試合で4ゴールを挙げ、特に2024年10月30日に行われたポートFC戦では14分と17分に立て続けにゴールを決める。ラウンド16・ムアントン・ユナイテッドFC戦の1stレグではキックオフからわずか18秒でゴールを決め、ムサ・バロウの持っていた大会最速ゴール記録を更新した。

## シンガポール代表
2016年にヴァラダラジュ・スンドラモールシーが監督を務めていたシンガポール代表に初招集。香港代表との試合でガブリエル・クァックとの交代で79分から途中出場した。
2017年にも引き続き代表招集され、アフガニスタン代表戦の46分にゴールを挙げ、代表初得点。
2022 AFFチャンピオンカップの国際親善試合・モルディブ戦ではゴールを決め3−1での勝利に貢献。本大会ではミャンマー相手に74分にザイフル・ニザムのロングキックに合わせて決勝点を挙げたほか、ラオス戦でも90＋4分にダメ押し点を挙げている。
2023年6月にシンガポール・ナショナル・スタジアムにパプアニューギニア及びソロモン諸島を迎えて行われた国際親善試合では、いずれの試合でも得点を挙げたものの試合は引き分けに終わった。2026 FIFAワールドカップ・アジア1次予選のグアムとの第2戦では勝利を決めるゴールを挙げた。アジア2次予選では同年11月に行われたタイ戦で一時同点に追いつくゴールを決め、中国戦ではチームメイトのジェイコブ・マーラーの同点ゴールをお膳立てした。

## 成績

### クラブ
2025年3月13日現在
| クラブ           | シーズン | Sリーグ/ シンガポールプレミアリーグ | Sリーグ/ シンガポールプレミアリーグ | シンガポール・カップ | シンガポール・カップ | シンガポールリーグカップ コミュニティシールド | シンガポールリーグカップ コミュニティシールド | AFF大会 | AFF大会 | AFC大会 | AFC大会 | 合計 | 合計 |
| クラブ           | シーズン | 出場                                | 得点                                | 出場                 | 得点                 | 出場                                          | 得点                                          | 出場    | 得点    | 出場    | 得点    | 出場 | 得点 |
| ---------------- | -------- | ----------------------------------- | ----------------------------------- | -------------------- | -------------------- | --------------------------------------------- | --------------------------------------------- | ------- | ------- | ------- | ------- | ---- | ---- |
| ゲイラン         | 2014     | 2                                   | 0                                   | 0                    | 0                    | 0                                             | 0                                             | 0       | 0       | —       | —       | 4    | 0    |
| ゲイラン         | 2015     | 22                                  | 4                                   | 3                    | 0                    | 3                                             | 0                                             | 0       | 0       | —       | —       | 26   | 3    |
| ゲイラン         | 2016     | 18                                  | 1                                   | 2                    | 0                    | 5                                             | 2                                             | 0       | 0       | —       | —       | 24   | 3    |
| ゲイラン         | 2017     | 18                                  | 10                                  | 1                    | 0                    | 3                                             | 0                                             | 0       | 0       | —       | —       | 23   | 9    |
| ゲイラン         | 2018     | 15                                  | 7                                   | 0                    | 0                    | 0                                             | 0                                             | 0       | 0       | —       | —       | 15   | 7    |
| ゲイラン         | 2019     | 14                                  | 8                                   | 2                    | 1                    | 0                                             | 0                                             | 0       | 0       | —       | —       | 16   | 9    |
| ゲイラン         | 合計     | 89                                  | 30                                  | 8                    | 1                    | 11                                            | 2                                             | 0       | 0       | 0       | 0       | 108  | 31   |
| ホウガン         | 2020     | 13                                  | 4                                   | 0                    | 0                    | 1                                             | 0                                             | 0       | 0       | 3       | 0       | 17   | 4    |
| ホウガン         | 2021     | 18                                  | 3                                   | 0                    | 0                    | 0                                             | 0                                             | 0       | 0       | 0       | 0       | 18   | 3    |
| ホウガン         | 2022     | 24                                  | 11                                  | 6                    | 3                    | 0                                             | 0                                             | 0       | 0       | 3       | 0       | 32   | 14   |
| ホウガン         | 合計     | 55                                  | 18                                  | 6                    | 3                    | 1                                             | 0                                             | 0       | 0       | 6       | 0       | 67   | 21   |
| ライオン・シティ | 2023     | 21                                  | 10                                  | 6                    | 6                    | 0                                             | 0                                             | 0       | 0       | 5       | 0       | 32   | 16   |
| ライオン・シティ | 2024–25  | 24                                  | 15                                  | 0                    | 0                    | 1                                             | 1                                             | 4       | 0       | 8       | 7       | 37   | 23   |
| ライオン・シティ | 合計     | 45                                  | 25                                  | 6                    | 6                    | 1                                             | 1                                             | 4       | 0       | 13      | 7       | 69   | 39   |
| 合計             | 合計     | 183                                 | 66                                  | 20                   | 10                   | 13                                            | 2                                             | 5       | 1       | 19      | 7       | 239  | 85   |

### 代表
2025年3月25日現在
- 国際Aマッチ 44試合 17得点（2016年 - ）

| シンガポール代表 | 国際Aマッチ | 国際Aマッチ |
| 年               | 出場        | 得点        |
| ---------------- | ----------- | ----------- |
| 2016             | 1           | 0           |
| 2017             | 3           | 1           |
| 2018             | 2           | 0           |
| 2019             | 4           | 0           |
| 2021             | 8           | 0           |
| 2022             | 6           | 5           |
| 2023             | 9           | 5           |
| 2024             | 10          | 6           |
| 2025             | 1           | 0           |
| 通算             | 44          | 17          |

### 代表での得点
| No | 日付           | 会場                                                             | 対戦相手             | スコア | 結果 | 大会                                   |
| -- | -------------- | ---------------------------------------------------------------- | -------------------- | ------ | ---- | -------------------------------------- |
| 1  | 2017年3月23日  | サウード・ビン・アブドゥルラフマン・スタジアム, ドーハ, カタール | アフガニスタン       | 1–1    | 1–2  | 国際親善試合                           |
| 2  | 2022年3月29日  | ナショナルスタジアム, カラン, シンガポール                       | フィリピン           | 2–0    | 2–0  | FASトライネーションズ シリーズ2002     |
| 3  | 2022年12月17日 | ジャラン・ベサール・スタジアム, ジャラン・ベサール, シンガポール | モルディブ           | 2–1    | 3–1  | 国際親善試合                           |
| 4  | 2022年12月17日 | ジャラン・ベサール・スタジアム, ジャラン・ベサール, シンガポール | モルディブ           | 3–1    | 3–1  | 国際親善試合                           |
| 5  | 2022年12月24日 | ジャラン・ベサール・スタジアム, ジャラン・ベサール, シンガポール | ミャンマー           | 3–2    | 3–2  | 2022 AFFチャンピオンシップ             |
| 6  | 2022年12月27日 | ニュー・ラオス・ナショナルスタジアム, ヴィエンチャン, ラオス     | ラオス               | 2–0    | 2–0  | 2022 AFFチャンピオンシップ             |
| 7  | 2023年6月16日  | ナショナルスタジアム, カラン, シンガポール                       | パプアニューギニア   | 2–1    | 2–2  | 国際親善試合                           |
| 8  | 2023年6月18日  | ナショナルスタジアム, カラン, シンガポール                       | ソロモン諸島         | 1–0    | 1–1  | 国際親善試合                           |
| 9  | 2023年9月12日  | ビシャン・スタジアム, ビシャン, シンガポール                     | チャイニーズタイペイ | 3–1    | 3–1  | 国際親善試合                           |
| 10 | 2023年10月17日 | GFAナショナルトレーニングセンター, デデド, グアム                | グアム               | 1–0    | 1–0  | 2026 FIFAワールドカップ・アジア1次予選 |
| 11 | 2023年11月21日 | ナショナルスタジアム, カラン, シンガポール                       | タイ                 | 1–1    | 1–3  | 2026 FIFAワールドカップ・アジア2次予選 |
| 12 | 2024年11月14日 | ナショナルスタジアム, カラン, シンガポール                       | ミャンマー           | 2–2    | 3–2  | 国際親善試合                           |
| 13 | 2024年11月18日 | ナショナルスタジアム, カラン, シンガポール                       | チャイニーズタイペイ | 2–3    | 2–3  | 国際親善試合                           |
| 14 | 2024年12月11日 | ナショナルスタジアム, カラン, シンガポール                       | カンボジア           | 2–0    | 2–1  | 2024ASEANチャンピオンシップ            |
| 15 | 2024年12月14日 | ハンダイ・スタジアム, ハノイ, ベトナム                           | 東ティモール         | 2–0    | 3–0  | 2024ASEANチャンピオンシップ            |
| 16 | 2024年12月14日 | ハンダイ・スタジアム, ハノイ, ベトナム                           | 東ティモール         | 3–0    | 3–0  | 2024ASEANチャンピオンシップ            |
| 17 | 2024年12月17日 | ナショナルスタジアム, カラン, シンガポール                       | タイ                 | 1–0    | 2–4  | 2024ASEANチャンピオンシップ            |

## 表彰

### クラブ
- シンガポールリーグカップ: 2016
- シンガポール・カップ：2022

#### ライオン・シティ・セーラーズ
- シンガポール・カップ：2023
- シンガポール・コミュニティシールド：2024

### 個人
- シンガポールプレミアリーグ チーム・オブ・ザ・イヤー：2019、2023
- Singapore Premier League Player of the Month: June 2019